# Notre-Dame (Aillas)

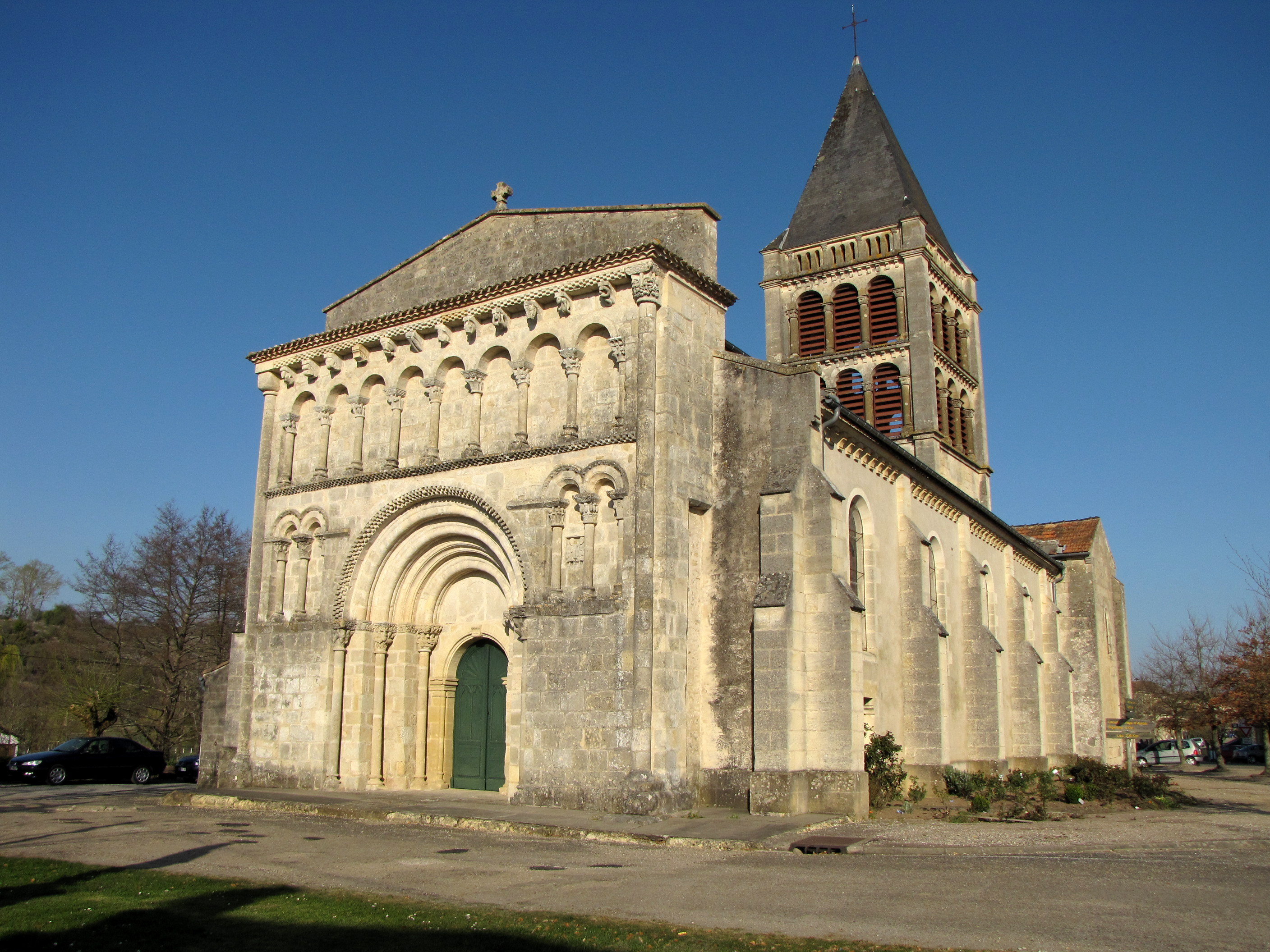
Kirche Notre-Dame in Aillas

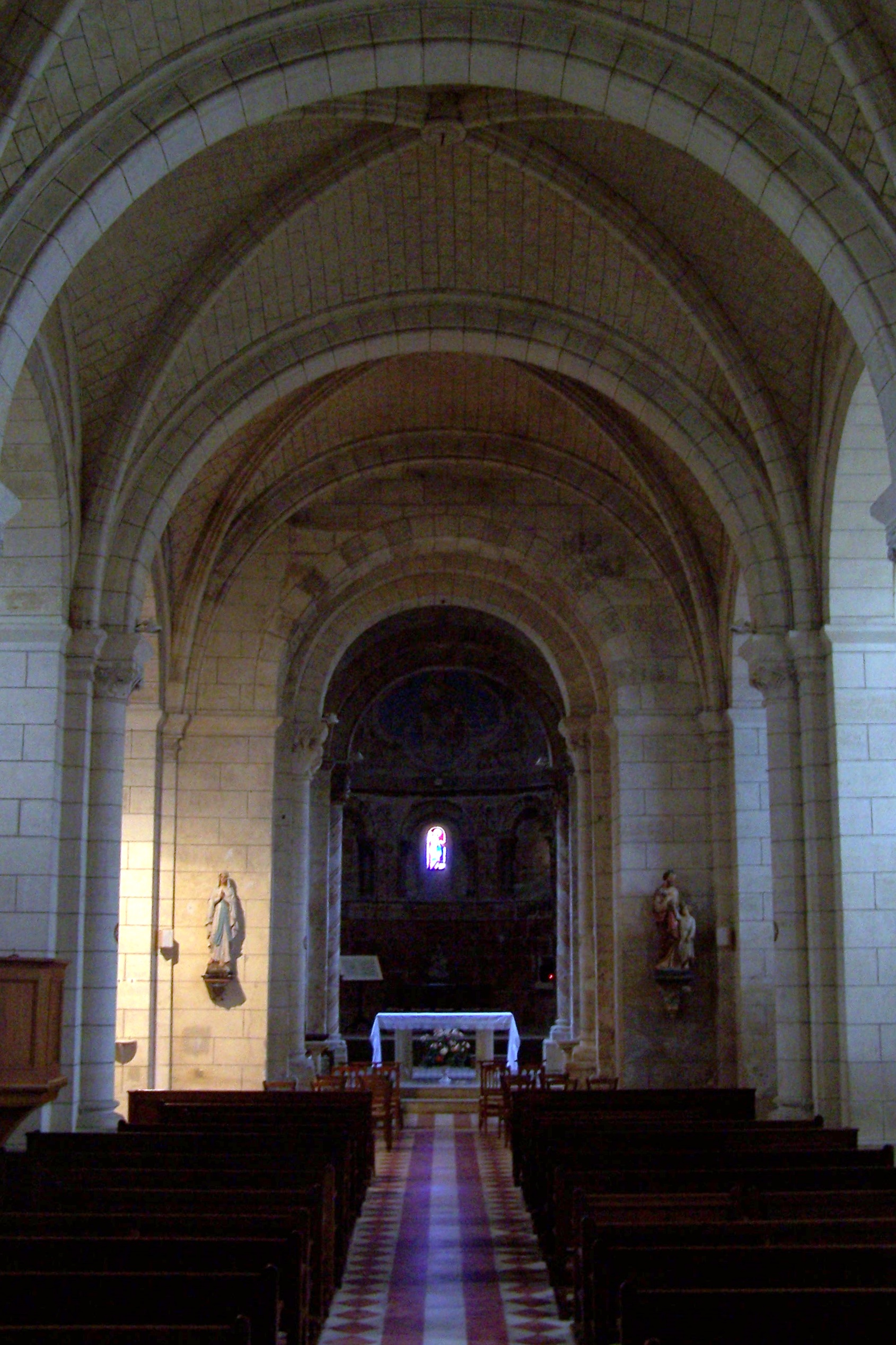
Innenansicht

Die katholische Kirche Notre-Dame in Aillas, einer französischen Gemeinde im Département Gironde in der Region Nouvelle-Aquitaine, wurde im 12. Jahrhundert errichtet. Die romanische Kirche steht seit 1896 als Monument historique auf der Liste der Baudenkmäler in Frankreich.
Der Saalbau, der dem Templerorden gehörte, besitzt ein Querschiff und eine Apsis mit zwei zusätzlichen Absidiolen. Über der Vierung erhebt sich ein Glockenturm, der an allen Seiten hohe, rundbogige Klangarkaden besitzt. Ein südliches Seitenschiff wurde im 17. Jahrhundert angebaut. Im 19./20. Jahrhundert fanden große Veränderungen der Kirche statt: Das nördliche Seitenschiff wurde errichtet, der Glockenturm wurde verändert und das Kirchenschiff erhielt sein heutiges Gewölbe.
Zahlreiche Kapitelle aus dem 12. und Fresken aus dem 15. Jahrhundert sind erhalten.

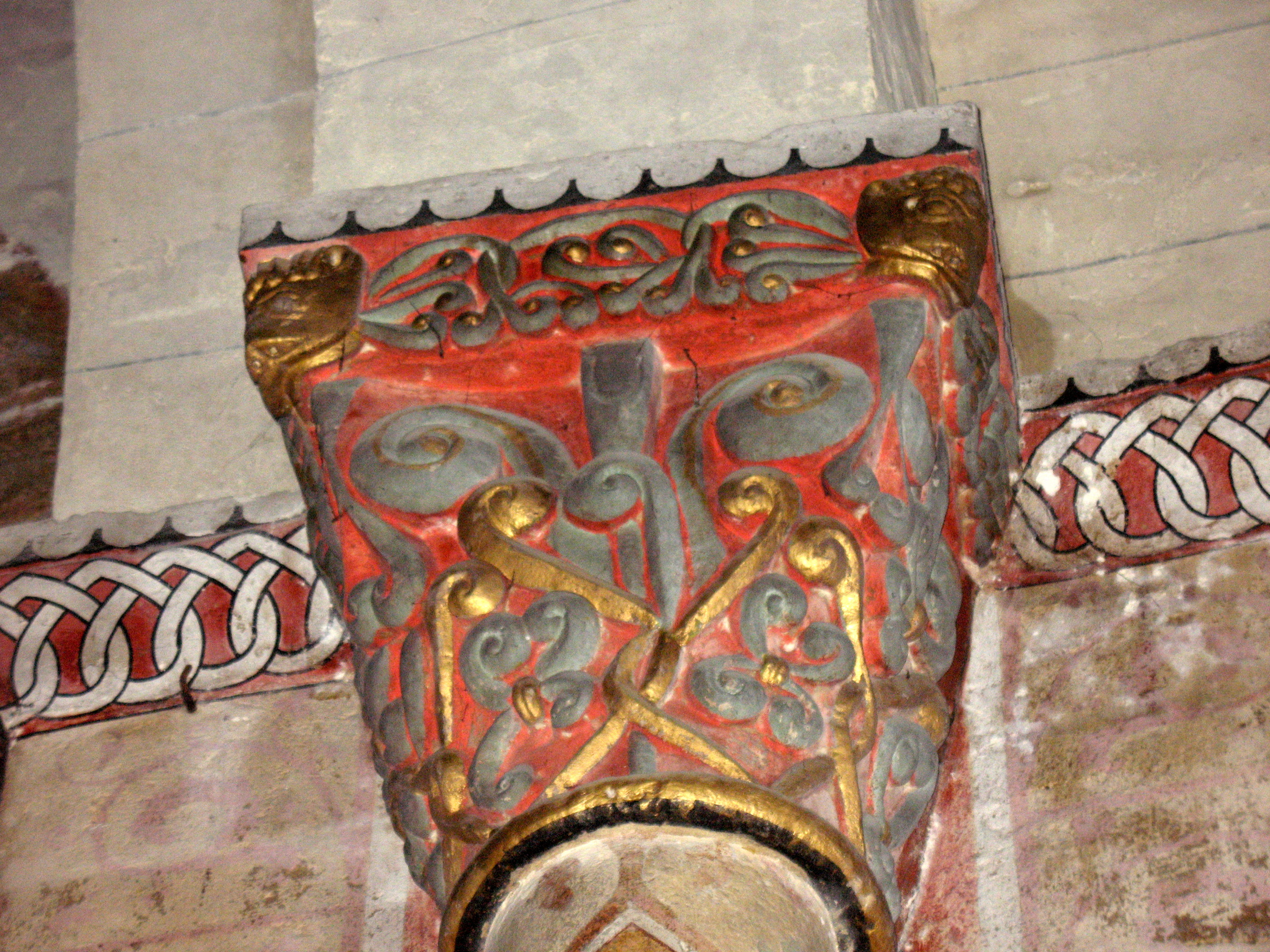
Kapitell mit Blattwerk
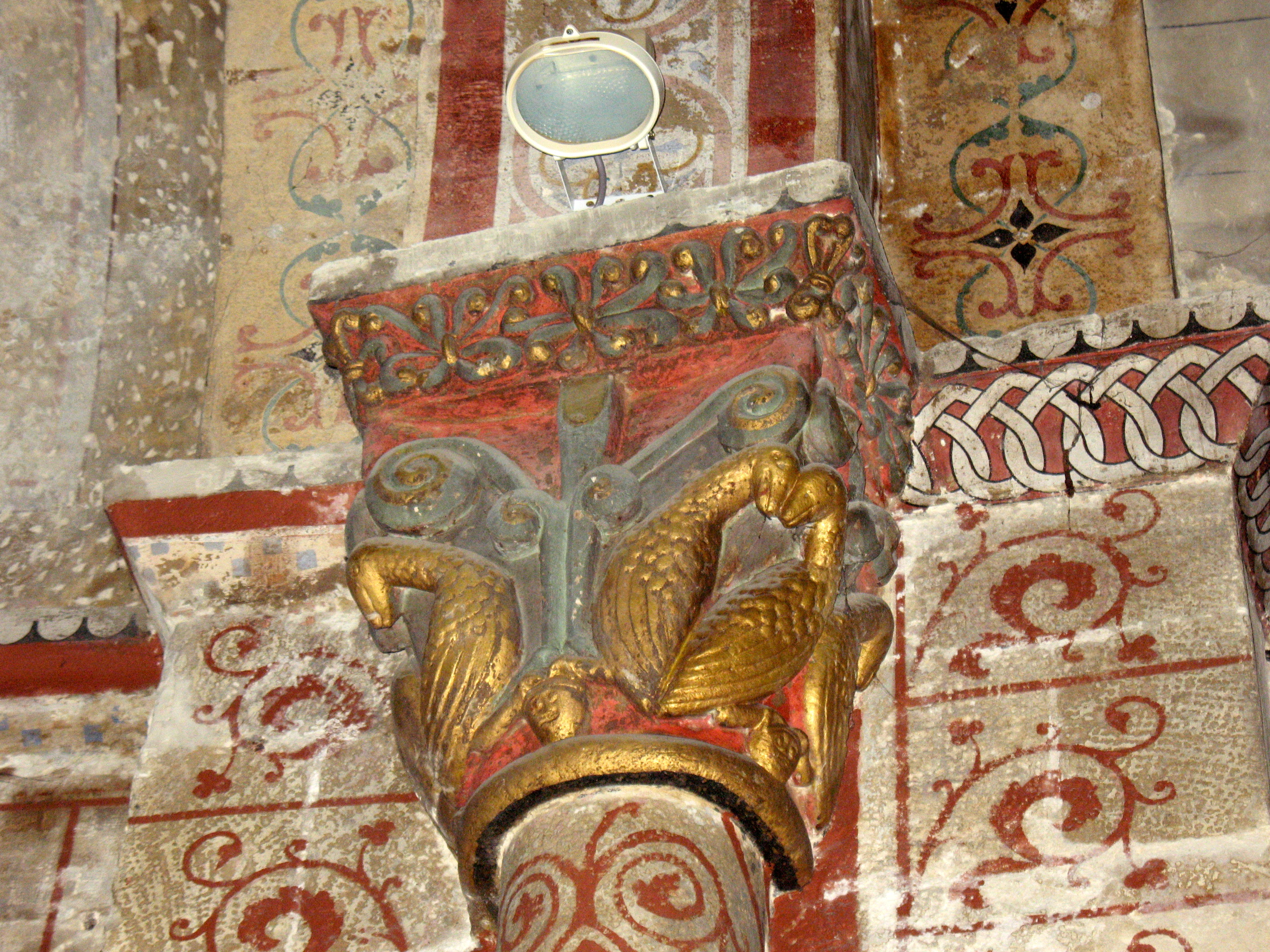
Kapitell mit Vögel
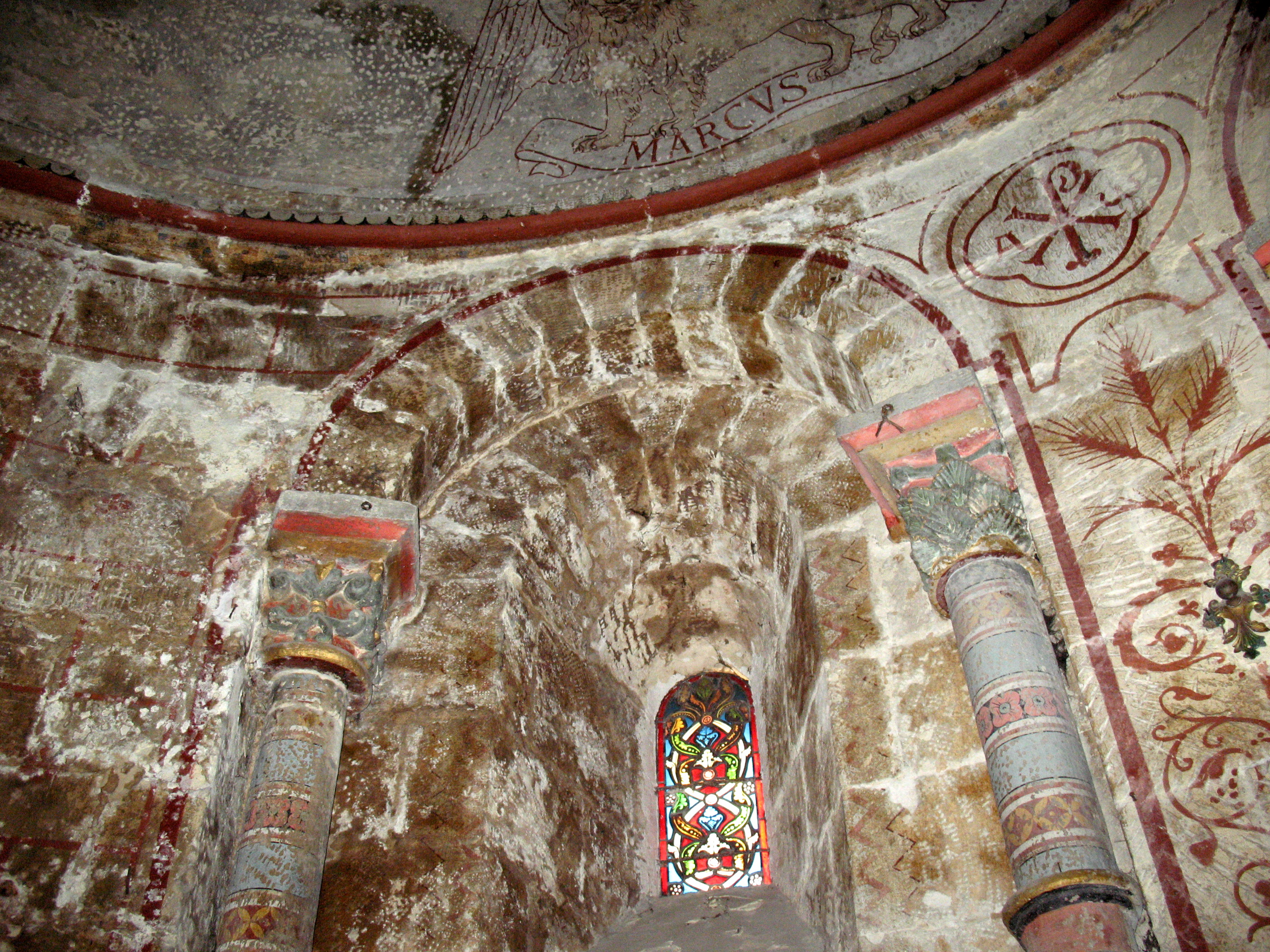
Fresken in der Apsis